# Щаде
 Тази статия е за града в Германия.  За окръга вижте Щаде (окръг).  
Щаде (на немски: Stade) е ханза - град в Долна Саксония, Германия с 45 218 жители (към 31 декември 2012). Намира се на югозападния бряг на Долна Елба, на около 45 км западно от Хамбург.
Градът се създава през 650 г. Става важно пристанище. През Средновековието Щаде е столица на графство Щаде.
В Щаде се намира предприятието Еърбъс.